# لويز كروسلي
لويز كروسلي (بالإنجليزية: Louise Crossley)‏ هي عالمة أسترالية، ولدت في 1942، وتوفيت في 30 يوليو 2015.

## وصلات خارجية
- لويز كروسلي على موقع الموسوعة البريطانية (الإنجليزية)